# Formosa (departement)
Formosa is een departement in de Argentijnse provincie Formosa. Het departement (Spaans:  departamento) heeft een oppervlakte van 6195 km² en telt 210.071 inwoners.

## Plaatsen in departement Formosa
- Colonia Pastoril
- Formosa
- Gran Guardia
- San Hilario
- Mariano Boedo
- Mojón de Fierro
- Villa del Carmen
- Villa Trinidad